# Liste de films mettant en vedette la Légion étrangère française

Symboles de la Légion étrangère française : le fanion et la grenade à sept flammes.

Voici une liste de films mettant en vedette la Légion étrangère française dans lesquels la Légion étrangère française est représentée à travers son intrigue ou par un personnage principal.
La Légion étrangère française est une branche militaire de l'armée française, créée en 1831, et a été en action dans le monde entier, récemment en Afrique et au Moyen-Orient. La Légion a été présentée dans un grand nombre de films, dont certains sur la Légion elle-même, comme La Dernière Charge, de 1949 et Beau Geste, avec Gary Cooper en 1939,,.

## Liste des films
| Titre                     | Réalisateur      | Casting remarquable                                           | Résumé | Sortie | Remarques           |
| ------------------------- | ---------------- | ------------------------------------------------------------- | --- | ------ | ------------------- |
| Deux Nigauds légionnaires | Charles Lamont   | Lou Costello et Bud Abbott                                    | Deux promoteurs de lutte doivent se rendre à Alger pour ramener chez eux leur précieux lutteur. Mais avant de pouvoir l'atteindre, ils sont poursuivis par la Casbah et tombent aux mains de la Légion étrangère française.                                                                                           | 1950   |                     |
| Adventure in Sahara       | D. Ross Lederman | Paul Kelly, C. Henry Gordon et Lorna Gray                     | Stationné à Fort Agadez, un avant-poste du désert français isolé de l'Afrique-Occidentale française, le légionnaire Jim Wilson mène une mutinerie contre son commandant cruel et oppressif, le capitaine Savatt ; pour ensuite faire face aux attaques ultérieures des guerriers arabes et du chef déchu du régiment. | 1938   |                     |
| Alerte au Sud             | Jean Devaivre    | Jean-Claude Pascal, Erich von Stroheim et Gianna Maria Canale | Deux légionnaires enquêtent sur une arme secrète développée par une organisation clandestine à Marrakech, au Maroc,. | 1953   | Filmé en Gévacolor. |